# Jennifer Brea
Jennifer Brea dirige y produce documentales y desarrolla labor como activista en Estados Unidos. Su opera prima, Unrest, fue premiada en el Sundance Film Festival de 2017 y recibió el precio especial del Jurado, de documental nacional, en la categoría de edición. Jennifer también participó en la creación de un film de realidad virtual que fue premiado en Tribeca Film Festival.

## Carrera

### Unrest
Brea era estudiante de Harvard cuando cayó de repente enferma con una fiebre alta que la mantenía en cama. Fue erróneamente diagnosticada en un principio con un desorden neurológico, aunque finalmente identificaron su patología, síndrome de fatiga crónica (EM), también llamada encefalitis miálgica.  En 2013, comenzó a producir y dirigir un documental desde la cama contando su experiencia. Inicialmente lo llamó "Canario en mina de carbón",  y acabó consiguiendo fondos suficientes a través de una iniciativa en Kickstarter para producir el documental, gracias a la movilización a través de Internet de pacientes y familiares afectados por SFC, con miembros en casa que no podían salir de su propia cama.
Unrest fue también preseleccionada para la categoría de los premios Óscar para mejor Documental.

### Premios y reconocimientos
En 2014, fue reconocida con una de las 100 mujeres más influyentes afroamericanas según la lista ROOT100.

## Activismo
En 2015, Jennifer fue co-fundadora de #MEAction, un red social donde participan personas que sufren o tienen relación con el SFC. MEAction encabezó el movimiento #MillionsMissing, una protesta centrada en los pacientes de SFC, en la que cientos de zapatos vacíos fueron colocados en línea para representar al 25 % de personas que sufren de síndrome de fatigra crónica que no pueden salir de casa o moverse de la cama.

## Personal
En 2012, Jennifer se casó con Omar Wasow, cofundador de BlackPlanet y profesor de la Universidad Princeton.